# 젠 (하이퍼바이저)
젠(Xen, /ˈzɛn/)은 IA-32, x86-64, 아이테니엄, PowerPC 970 등의 아키텍처를 지원하는 하이퍼바이저이다. 여러 게스트 운영체제를 한 컴퓨터에서 동시 실행하는 데 쓰인다.
케임브리지 대학교에서 개발이 시작되어 2003년에 첫 공개 버전이 발표되었다. GNU 일반 공중 사용 허가서 2판(이후 판은 적용할 수 없다)에 따라 배포되며 일부는 BSD 스타일의 사용 허가서와의 듀얼 라이선스가 적용되어 있다.
초기에는 반가상화만을 지원하여 게스트 운영 체제를 실행하기 위해서는 게스트 운영 체제를 젠에서 실행할 수 있도록 수정해 주어야 했으나 3.0부터는 게스트 운영 체제를 수정하지 않아도 젠에서 실행할 수 있게 되었다. 다만 QEMU같은 CPU 에뮬레이터가 아닌 전통적인 하이퍼바이저이기 때문에 호스트와 다른 아키텍처의 게스트를 실행할 수는 없다.

## 같이 보기
- 커널 기반 가상 머신
- 오픈스택
- VM웨어 ESXi
- Qubes OS